# Zadnia Przełęcz Sołtysia
Zadnia Przełęcz Sołtysia (1387 m) – niewybitna przełęcz w reglowym paśmie Kop Sołtysich w polskich Tatrach Wysokich. Oddziela Ostry Wierch Waksmundzki (1475 m) od Zadniej Kopy Sołtysiej (1420 m). Wschodnie stoki spod przełęczy opadają do doliny Filipki, zachodnie do doliny Pańszczycy.
Rejon przełęczy porasta las świerkowy i nie prowadzi przez nią żaden szlak turystyczny. Dawniej był wypasany. Stoki wschodnie należały do hali Filipka, zachodnie do hali Pańszczyca.

## Przypisy

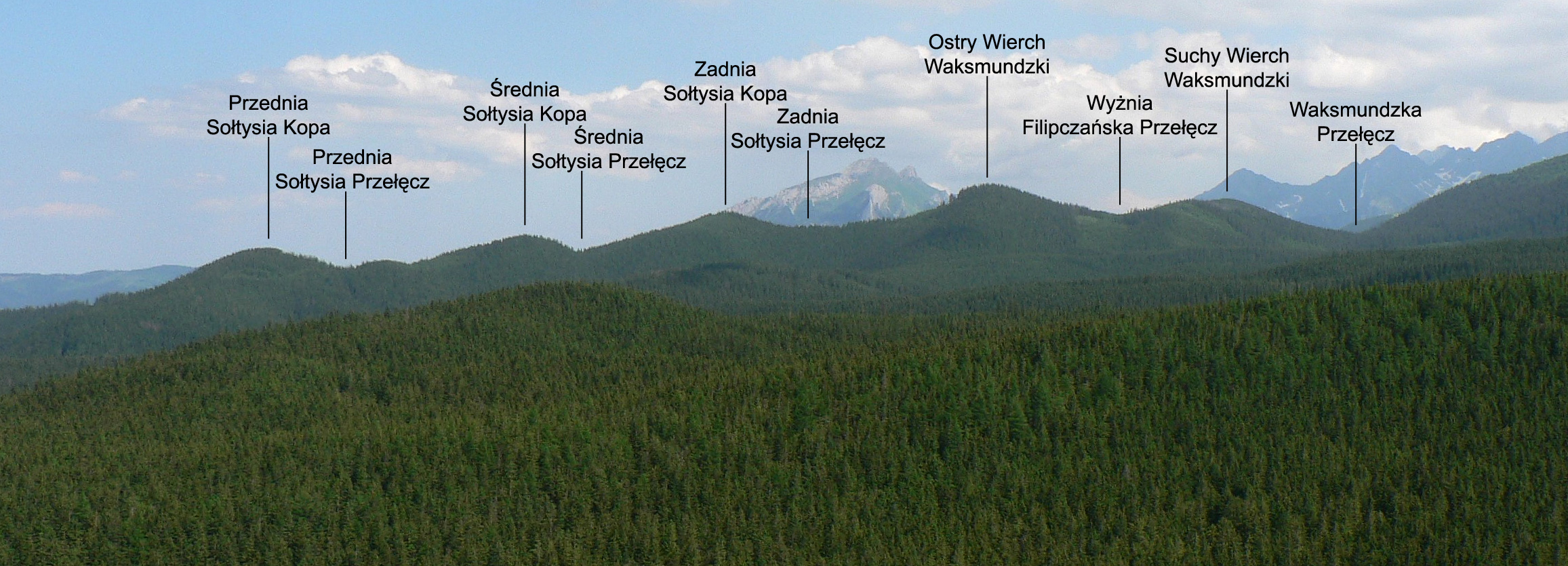
Widok z Wielkiego Kopieńca